# Dolabrifolia (Angraecum)
Dolabrifolia es una sección del género Angraecum perteneciente a la familia de las orquídeas.
Contiene  unas cuatro especies originarias de África.  Esta sección, puramente africana, se caracterizan por tener pequeñas flores carnosas de color blanco.

## Especies seleccionadas
Tiene unas cuatro especies:
- Angraecum aporoides Summerh.
- Angraecum bancoense Berg
- Angraecum distichum Lindl.
- Angraecum podochiloides Schltr.